# Rhynchopyga flavicollis
Rhynchopyga flavicollis är en fjärilsart som beskrevs av Druce 1884. Rhynchopyga flavicollis ingår i släktet Rhynchopyga och familjen björnspinnare. Inga underarter finns listade.